# Erich Zander (Filmarchitekt)
Erich Zander (* 17. Juni 1889 in Berlin; † 15. September 1965 in Regenstauf, Bayern) war ein deutscher Filmarchitekt.

## Leben
Erich Zander hatte in Berlin eine Kunstschule besucht und kam im Jahre 1906 als Maler an das dortige Opernhaus, dem er bis Ende des Ersten Weltkriegs treu bleiben sollte. Danach wechselte er zum Film, zunächst als Zuarbeiter des Architekten Paul Leni, später, ab 1923, als selbständiger Szenenbildner. In dieser Eigenschaft leistete Zander seine besten Arbeiten für die Historienstoffe Prinz Louis Ferdinand und Napoleon auf St. Helena sowie bei Therese Raquin, der Adaption von Émile Zolas Thérèse Raquin. Dennoch waren seine Arbeiten – er bediente faktisch alle gängigen Unterhaltungsfilm-Genres – bis 1939 eher unbedeutend.
Der Beginn einer fünf Jahre andauernden Zusammenarbeit mit dem Kollegen Karl Machus führte Zander seit Beginn des Zweiten Weltkriegs an kostenintensive Prestigeproduktionen des „Dritten Reichs“ heran. Das Duo Machus/Zander entwarf überwiegend die Dekorationen zu Veit Harlans mit diversen nationalsozialistischen Ehrentiteln bedachten, pathetischen Historiendramen (vor allem die Monumentalfilme Der große König und Kolberg) sowie die Bauten zu Wolfgang Liebeneiners großangelegtem Bismarck-Porträt von 1940. Mit dem überraschenden Tode Machus’ 1944 endete diese Zusammenarbeit.
Nach 1945 gelang Zander nahtlos der Übergang zum deutschen Nachkriegskino, diesmal als Festangestellter der DEFA. Für sie entwarf Zander die Kulissen zu bisweilen hochklassigen, zeitkritischen Stücken wie Falk Harnacks Das Beil von Wandsbek und Wolfgang Staudtes Der Untertan.
Mit dem Mauerbau 1961 verlor der in West-Berlin (Schöneberg, Kufsteiner Straße) wohnende Zander seinen Arbeitsplatz und zog sich, nach kurzzeitiger Tätigkeit für das West-Fernsehen, ins Privatleben zurück.

## Filmografie
- 1920: Die Schuld der Lavinia Morland
- 1924: Der geheime Agent
- 1924: Komödianten
- 1926: Derby
- 1926: Staatsanwalt Jordan
- 1926: Dagfin
- 1927: Prinz Louis Ferdinand
- 1927: Venus im Frack
- 1927: Primanerliebe
- 1927: Alpentragödie
- 1927: Im Luxuszug
- 1928: Therese Raquin
- 1928: Heut’ tanzt Mariett
- 1928: Mädchenschicksale
- 1928: Die kleine Sklavin
- 1928: Die Durchgängerin
- 1928: Wolga-Wolga
- 1929: Napoleon auf St. Helena
- 1929: Ruhiges Heim mit Küchenbenutzung
- 1930: Gigolo
- 1930: Ariane
- 1931: Opernredoute
- 1932: Das Meer ruft
- 1932: Tausend für eine Nacht
- 1933: Der Läufer von Marathon
- 1933: Spione am Werk
- 1933: Das verliebte Hotel
- 1933: Fräulein Hoffmanns Erzählungen
- 1934: Der Doppelgänger
- 1934: Klein Dorrit
- 1934: Rosen aus dem Süden
- 1934: Der Vetter aus Dingsda
- 1935: Knock out
- 1935: Die blonde Carmen
- 1935: Der Außenseiter
- 1935: Der junge Graf
- 1936: Flitterwochen
- 1936: Intermezzo
- 1936: Weiße Sklaven
- 1936: Kinderarzt Dr. Engel
- 1937: Liebe kann lügen
- 1937: Versprich mir nichts
- 1937: Signal in der Nacht
- 1938: Yvette
- 1938: Rote Orchideen
- 1938: Der Tag nach der Scheidung
- 1938: Zwei Frauen
- 1938: Verliebtes Abenteuer
- 1938: Ich liebe Dich
- 1939: Robert und Bertram
- 1939: Die goldene Maske
- 1939: Stern von Rio
- 1939/41: Pedro soll hängen
- 1940: Herz modern möbliert
- 1940: Bismarck
- 1940/42: Der große König
- 1941/42: Die goldene Stadt
- 1943: Immensee
- 1943/45: Kolberg
- 1944: Opfergang
- 1945: Der Puppenspieler (unvollendet)
- 1949: Die Brücke
- 1949: Quartett zu fünft
- 1949: Die blauen Schwerter
- 1950: Familie Benthin
- 1950: Das Beil von Wandsbek
- 1951: Der Untertan
- 1951: Corinna Schmidt
- 1951: Schatten über den Inseln
- 1953: Die Geschichte vom kleinen Muck
- 1954: Leuchtfeuer
- 1954: Pole Poppenspäler
- 1955: Das Fräulein von Scuderi
- 1955: Zar und Zimmermann
- 1956: Die Millionen der Yvette
- 1956: Mazurka der Liebe
- 1957: Nur eine Frau
- 1958: Tilman Riemenschneider
- 1958: Ware für Katalonien
- 1959: Bevor der Blitz einschlägt
- 1960: Seilergasse 8
- 1960: Die Liebe und der Co-Pilot
- 1961: Die aus der 12b
- 1962: Die schwarze Galeere